# 勞赫特河
勞赫特河（德語：Lauchert，發音：[ˈlaʊxɐt] ⓘ）是德國巴登-符騰堡州的河流，屬於多瑙河的左支流，河道全長約56公里，發源自施瓦本山的松嫩比尔附近，流經加默廷根、費林根施塔特和賓根，河口處在锡格马林根多夫。